# Srednja vas pri Šenčurju
Srednja vas pri Šenčurju este o localitate din comuna Šenčur, Slovenia, cu o populație de 487 de locuitori.